# The Algorithm
The Algorithm est un projet musical du musicien français Rémi Gallego, combinant musique électronique et metal progressif.

## Histoire

### Débuts (2009–2011)
Après la disparition de son groupe Dying Breath, Rémi Gallego décide en 2009 de chercher des membres potentiels pour un groupe qui se concentre sur le mathcore, qui est venu comme une inspiration de The Dillinger Escape Plan. Après une recherche vaine de nouveaux membres, avec l'aide de sa guitare et d'une DAW, Gallego commence à produire sa propre musique.
En décembre 2009 et juillet 2010, il a publié les deux démos The Doppler Effect et Critical Error, qui sont publiées sur son propre site web pour un téléchargement gratuit. Vers la fin de l'année 2010, il annonce travailler sur un nouvel EP intitulé Identity (qui n'a jamais été achevé). De plus, il se préparait pour ses premières apparitions en live.

### Polymorphic Code(2012–2013)
En janvier 2012, The Algorithm sort le single Trojans chez Basick Records, qui n'était disponible qu'en version numérique. Il est suivi par des apparitions dans des festivals tels que Djentival à Karlsruhe, Allemagne, ainsi que sur le UK Tech-Metal Fest tenu à Alton, Royaume-Uni, où il rejoint la sortie en plus d'inclure Uneven Structure et Chimp Spanner,. Le 19 novembre 2012, le premier album Polymorphic Code sort chez Basick Records, qui comprend sept chansons inédites ainsi que la chanson Trojans, et fait participer le batteur de Monuments Mike Malyan. 
En janvier 2013, The Algorithm joue aux côtés de Enter Shikari et Cancer Bats lors d'un concert à Paris. En avril 2013, The Algorithm joue ses premiers concerts au Royaume-Uni avec un nouveau membre live, le guitariste Max Michel. Le 17 juin 2013, The Algorithm est récompensé au Metal Hammer Golden Gods Awards dans la catégorie « meilleur artiste underground de l'année », décidé par les votes des lecteurs de Metal Hammer. En septembre-octobre 2013, The Algorithm effectue une tournée en Europe continentale dans le cadre du French Connection Tour avec Uneven Structure et Weaksaw. Cependant, Mike Malyan n'a pas pu participer à cette tournée ; Boris Le Gal de NeonFly le remplace. La formation live participe également à une tournée britannique avec Hacktivist de novembre à décembre 2013.

### Octopus4etBrute Force(2014–2017)
Après la sortie du deuxième album Octopus4 en 2014, Mike Malyan est remplacé par Jean Ferry, batteur de Uneven Structure. En 2016 sort l'album Brute Force sous le label FiXT (en). À cette occasion, il décrit son style comme une combinaison du groupe de djent Meshuggah et du compositeur de musique électronique Aphex Twin.

### Derniers albums (depuis 2018)
Un quatrième album studio, Compiler Optimization Techniques, sort en 2018, et un cinquième, Data Renaissance, en 2022.
En 2019, The Algorithm réalise la bande-son du jeu vidéo The Last Spell du studio CCCP.

## Discographie

### Albums studio
- 2012 : Polymorphic Code (en)
- 2014 : Octopus4 (en)
- 2016 : Brute Force (en)
- 2018 : Compiler Optimization Techniques
- 2022 : Data Renaissance

### EP
- 2010 : Identity
- 2016 : Brute Force: Overclock
- 2017 : Brute Force: Source Code

### Démos
- 2009 : The Doppler Effect
- 2010 : Critical Error

### Musiques de jeux vidéo
- 2015 : Hacknet

- 2019 : The Last Spell